# Gerhard Wilck
Gerhard Wilck (17. juni 1898 i Löbau – 5. april 1985 i Rheinbreitbach) var en tysk officer (oberst), som var kommandant i Aachen under Slaget om Aachen i 1944 under 2. verdenskrig.

## Levned
Gerhard Wilck indtrådte den 20. november 1916 i den tyske hær, og kæmpede i 21. infanteriregiment på Vestfronten. Han blev forfremmet til løjtnant. Hans militære løbebane i det tredje rige forløb således:
- Som major blev han den 27. august 1939 chef for Infanteri-erstatningsbataljon 16
- Fra 1. marts 1940 til 10. august 1941 chef for 2. bataljon i 362. infanteriregiment
- Forfremmet til oberstløjtnant den 1. juli 1940
- Chef for grenader-regiment 362 fra 9. oktober 1941 til 30. september 1943
- Forfremmet til oberst 1. april 1942
- Chef for grenader-regiment 913 fra 25. november 1943 til 25. juli 1944
- Fra 1. september 1944 chef for 246. Volksgrenadier-Division.

Wilck blev udnævnt til bykommandant i Aachen og overgav på denne post byen til amerikanerne – i modstrid med Hitlers ordre – den 21. oktober 1944 kl. 12.05 efter hårdnakket forsvar og bykampe. Efter kapitulationen kom han sammen med 3.473 soldater i krigsfangenskab. Fra 26. oktober 1944 til 31. marts 1945 sad han i officersfangelejren Trent Park i England.